# Marie Lindberg
Marie Lindberg (nacida el 3 de mayo de 1975 en Kungshamn, es una profesora, cantautora y guitarrista sueca. Compitió en el Melodifestivalen 2007 tras mandar una canción por diversión.
En Gotemburgo el 10 de febrero de 2007, Lindberg, tocó Trying to Recall, siendo la segunda finalista nombrada en el Melodifestivalen.
Siendo la única cantante no profesional del festival, terminó quinta en la final, recibiendo gran puntuación del público, y convirtiéndose en un símbolo de apertura del Melodifestivalen a cualquier sueco.
El 30 de marzo de 2007 el primer álbum de Marie Lindberg, "Trying to Recall" entró directamente al número 1 de las listas suecas.

## Discografía

### Álbumes
- 2007 - Trying to Recall

### Sencillos
- 2007 - Trying to Recall
- 2007 - Leona (under her skin)